# Bomarea torta
Bomarea torta là một loài thực vật có hoa trong họ Alstroemeriaceae. Loài này được (Kunth) Herb. miêu tả khoa học đầu tiên năm 1837.